# Walter Barelli
Walter Barelli (São Paulo, 25 de julho de 1938 – São Paulo, 18 de julho de 2019) foi um economista, professor universitário na Universidade Estadual de Campinas (UNICAMP).

## Carreira
Foi diretor técnico do DIEESE, entre 1966 e 1990, ministro do Trabalho no governo Itamar Franco, de 8 de outubro de 1992 a 4 de abril de 1994, secretário do Emprego e Relações do Trabalho do Estado de São Paulo (SERT) de 1995 a 2002, nos governos de Mário Covas e  Geraldo Alckmin e deputado federal pelo PSDB-SP (2003-2007). Foi professor do Departamento de Teoria Econômica e membro do Cesit (Centro de Economia Sindical e do Trabalho) da Unicamp.
Enquanto ministro do Trabalho, assinou a lei n.° 8 856, de 1° de março de 1994, que garantiu a jornada de trabalho de 30 horas para fisioterapeutas e terapeutas ocupacionais brasileiros.
Walter Barelli faleceu em 18 de julho de 2019, em São Paulo, aos 80 anos de idade. Estava em coma havia três meses, depois de sofrer uma queda e bater a cabeça na escadaria do Instituto Tomie Ohtake, em São Paulo. Encontrava-se internado no Hospital Sírio-Libanês. Morreu por falência de múltiplos órgãos.